# Bateria (fortyfikacja)
Bateria – zespół działobitni tworzący część dzieła obronnego lub samodzielne dzieło.
Baterie dzielą się na otwarte i zamknięte. W bateriach otwartych działobitnie nie są niczym przykryte; w zamkniętych nakryte są sklepieniem lub stropem. Baterie zamknięte umieszczano często w kazamatach. Szczególnym typem baterii zamkniętej jest (stosowana od drugiej połowy XIX w.) bateria pancerna, z działami osłoniętymi maskami pancernymi, lub umieszczonymi w obrotowych wieżach.
Bateria otwarta przyjmowała najczęściej postać ziemnego dzieła, osłoniętego wałem od czoła i barków, a z tyłu otwartego. Stosowana była jako wzmocnienie elementu obronnego (np. jako nadszaniec bastionu) lub jako samodzielne dzieło obronne.

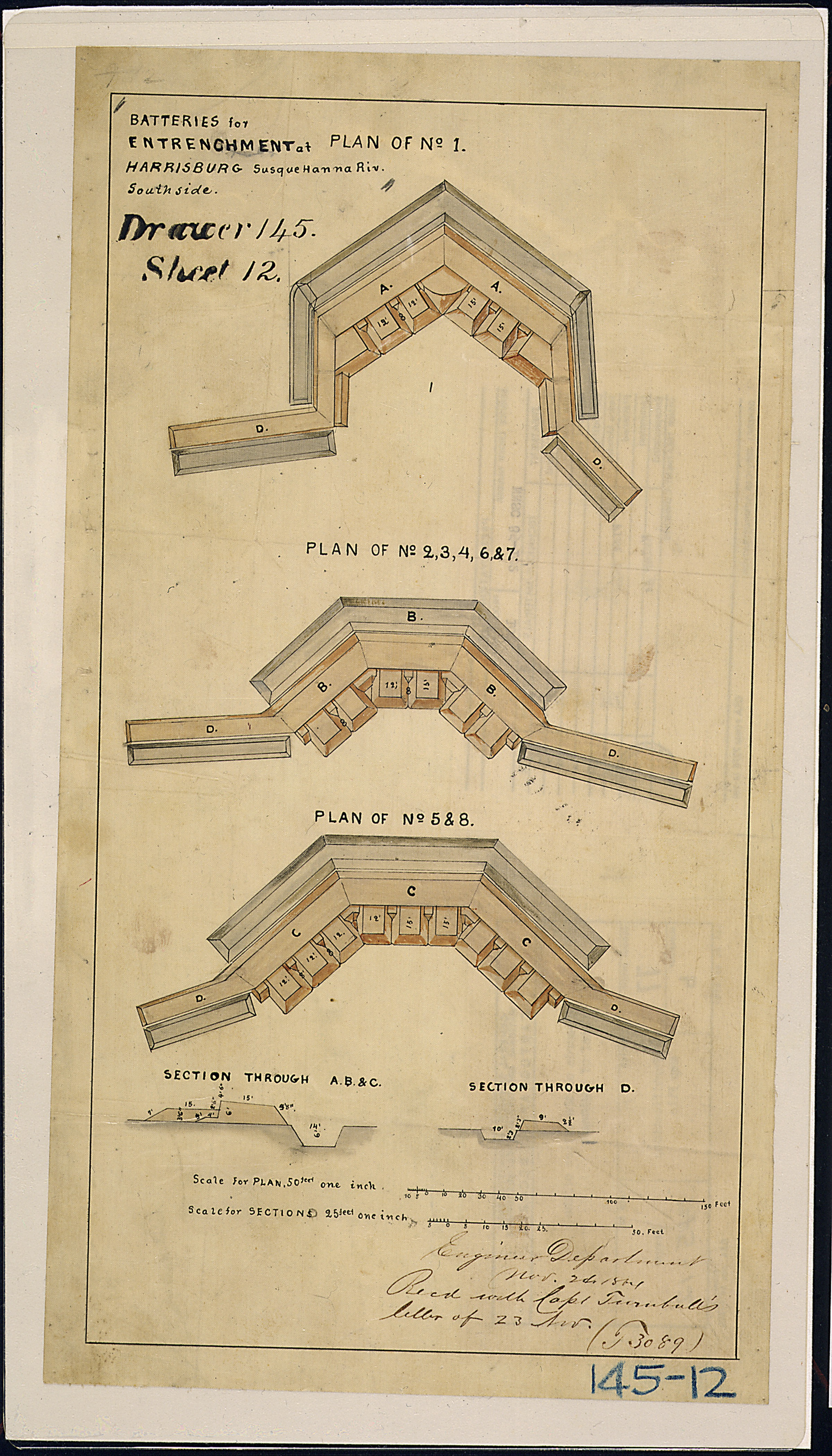
Plany otwartych baterii ziemnych z 1864 roku
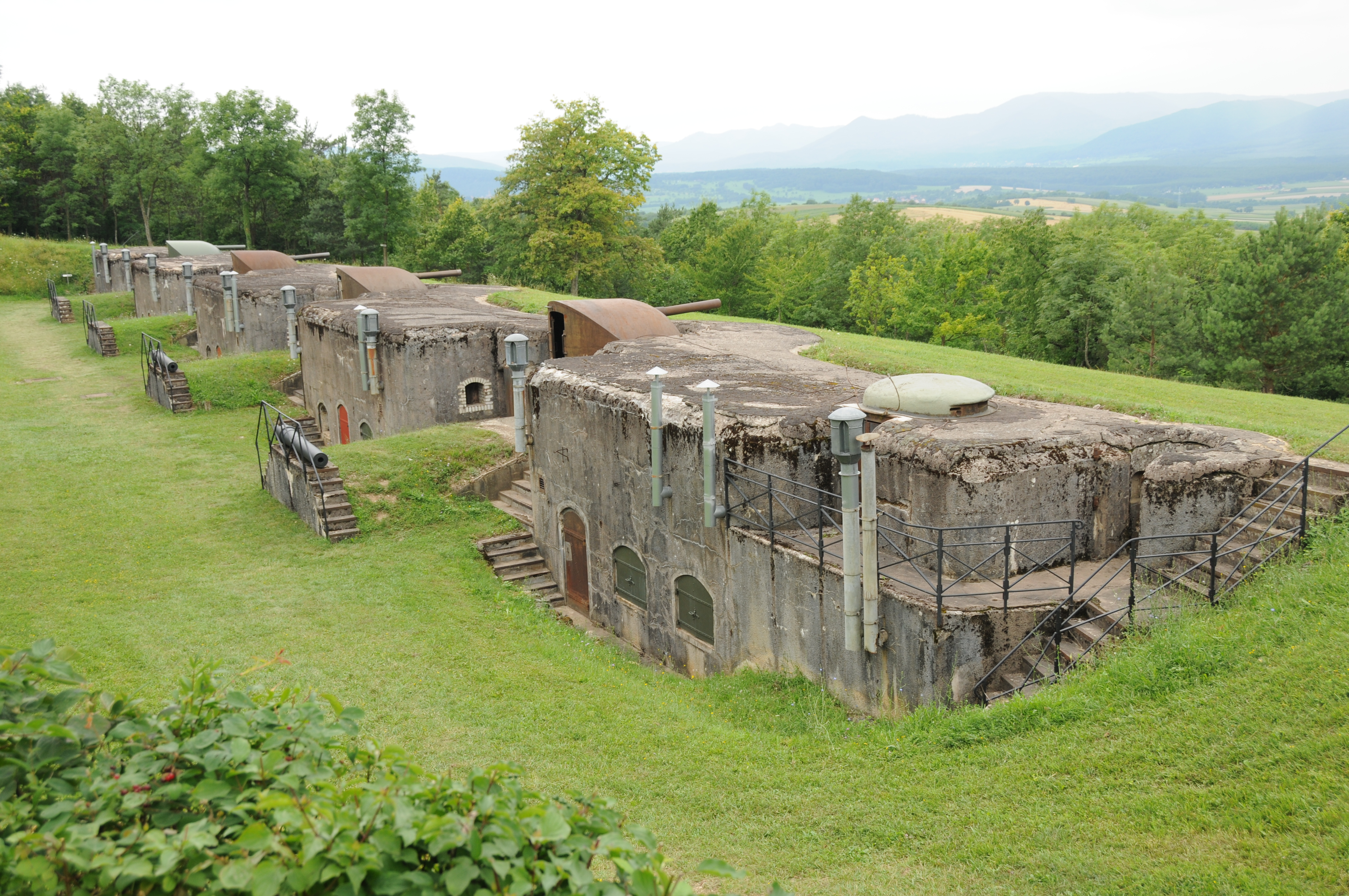
Bateria pancerna – działa w wieżach artyleryjskich
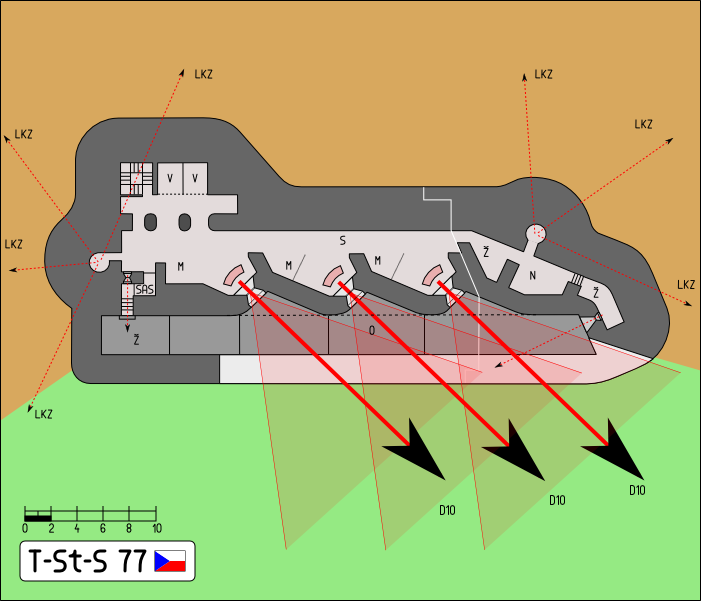
Plan zamkniętej baterii artyleryjskiej sprzed II w. św.
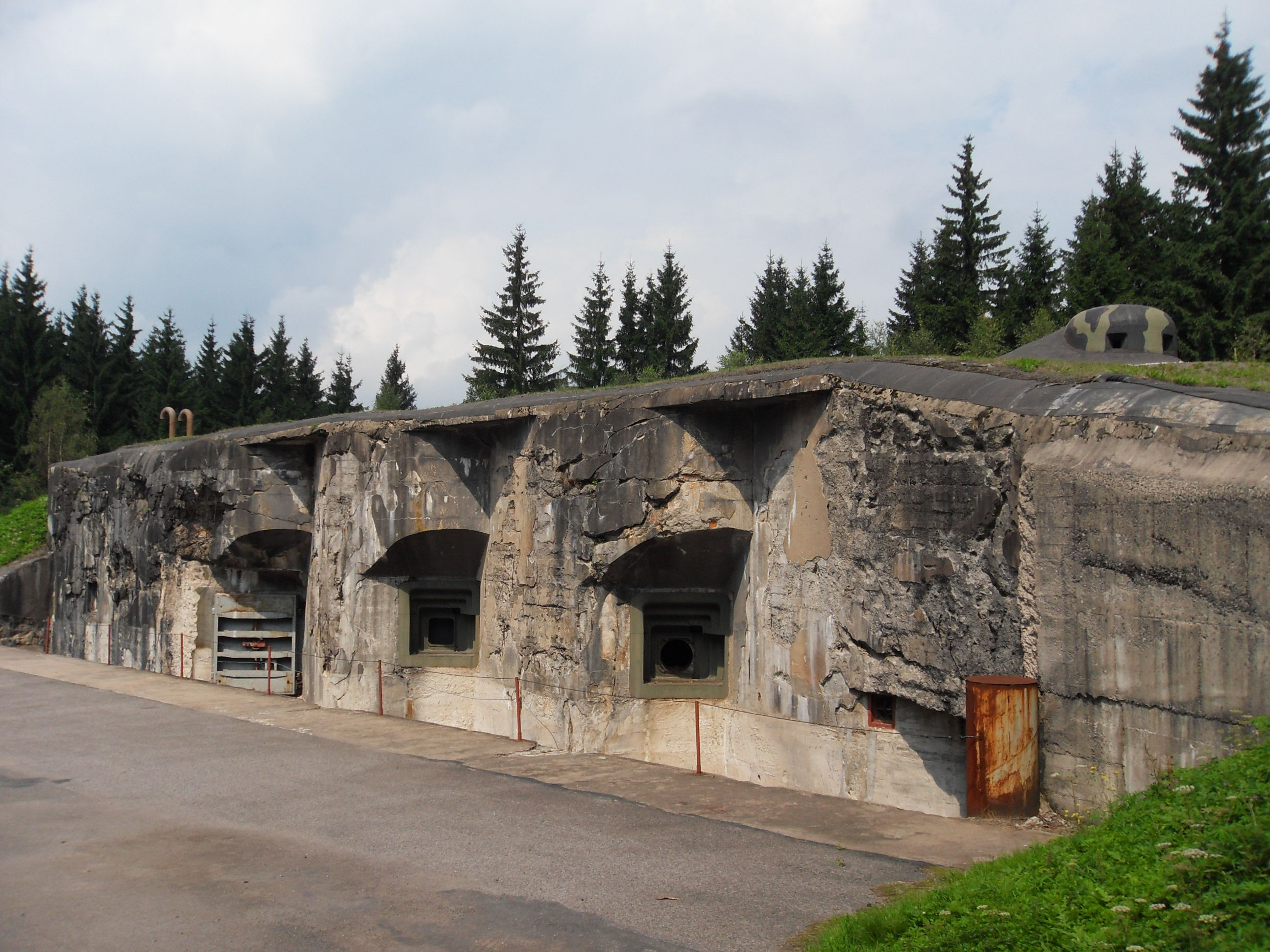
Widok zewnętrzny działobitni zamkniętej baterii sprzed II w. św.